# Завада
Завада (укр. Завада) — село в Мостисской городской общине Яворовского района Львовской области Украины.
Население по переписи 2001 года составляло 545 человек. Занимает площадь 0,86 км². Почтовый индекс — 81333. Телефонный код — 3234.